# سیارک ۴۵۰۶
سیارک ۴۵۰۶ (به انگلیسی: 4506 Hendrie، نامگذاری:1990FJ) چهار هزار و پانصد و ششمین سیارک کشف شده‌است که در ۲۴ مارس ۱۹۹۰ کشف شد.
قدر مطلق سیارک برابر ۱۲٫۳۰ است.